# Vícenice
Vícenice (en allemand : Witzenitz) est une commune du district de Třebíč, dans la région de Vysočina, en République tchèque. Sa population s'élevait à 199 habitants en 2024.

## Géographie
Vícenice se trouve à 4 km au nord du centre de Moravské Budějovice, à 15 km au sud-sud-ouest de Třebíč, à 34 km au sud-est de Jihlava et à 150 km au sud-est de Prague.
La commune est limitée par Dolní Lažany au nord-ouest et au nord, par Bohušice à l'est, par Lukov au sud et par Jakubov u Moravských Budějovic à l'ouest.

## Histoire
La première mention écrite de la localité date de 1278.

## Transports
Par la route, Vícenice se trouve à 5 km de Moravské Budějovice, à 19,5 km de Třebíč, à 52,5 km de Jihlava et à 183 km de Prague.